# Herbringhausen (Quartier)
Das Wuppertaler Wohnquartier Herbringhausen ist eines von neun Quartieren des Stadtbezirks Langerfeld-Beyenburg. Es ist nach dem zentral gelegenen Weiler Herbringhausen benannt und das flächenmäßig größte Wohnquartier Wuppertals.

## Geographie

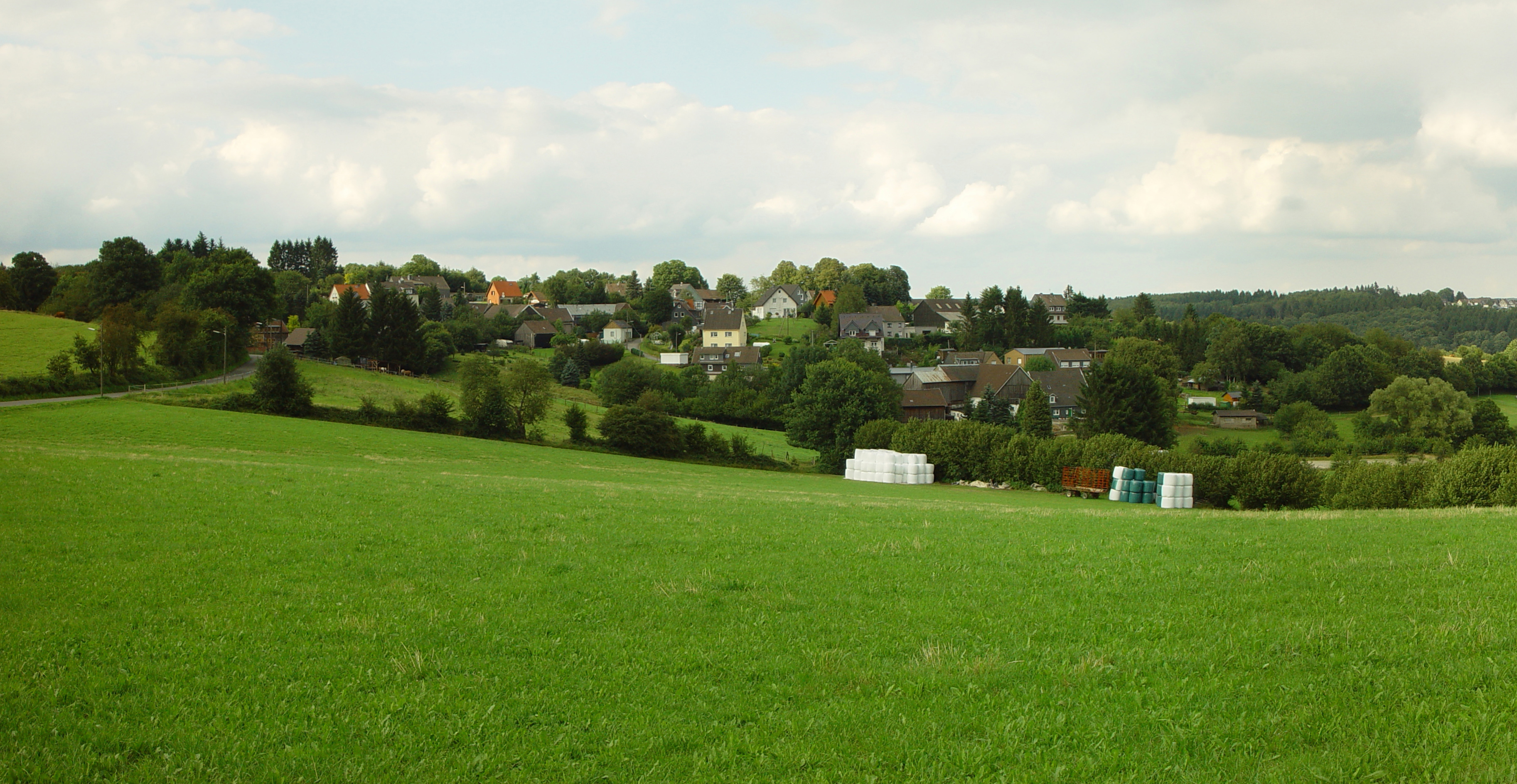
Der Weiler Herbringhausen

Das 16,91 km² große Wohnquartier umfasst neben dem namensgebenden Weiler Herbringhausen die ländlichen Außenortschaften, Wohnplätze und Hofschaften Cluse, Frielinghausen, Gangolfsberg, Grünental, Hardtbacher Höhe, Hardtplätzchen, Hastberg, Hastberger Mühle, Hinter der Cluse, In der Hardt, In der Heye, Laaken, Laaker Hammer, Kotthausen, Luckhauser Kotten, Mesenholl, Niedersondern, Nöllenberg, Obersondern, Olpe, Rottland, Sieperhof, Spieckern, Spieckerheide, Spieckerlinde, Stoffelsberg, Trompete, Walbrecken, Wefelpütt, Windfoche und Windgassen.
Es grenzt im Norden an die Wohnquartiere Beyenburg-Mitte und Ehrenberg, im Westen an Hammesberg und Erbschlö-Linde, im Süden an Remscheid-Lüttringhausen und im Osten an die Stadt Radevormwald.
Die wichtigsten Gewässer sind der Marscheider Bach, der Herbringhauser Bach (Beide mit der Wupper als Vorfluter) und die Herbringhauser Talsperre. Weitere Wupperzuflüsse im Wohnquartier sind Wilhelmstaler Bach mit dem Zulauf Frielingshausener Bach, Hardtbach, Lohbach, Nöllenberger Bach, Stoffelsberger Bach, Hofsiefen, Hengstener Bach, Steinhauser Bach, Lohmühlenbach und Eschensiepen.
Das Quartier ist zu großen Teilen bewaldet. Von Osten nach Westen sind es die Waldgebiete Marscheider Wald, Herbringhauser Wald, Teile des Sondernbuschs und der Garschager Heide.

## Geschichte
Das Gebiet Herbringhausens gehörte im Spätmittelalter und der frühen Neuzeit zum Kirchspiel Lüttringhausen im bergischen Amt Beyenburg und deckte den Großteil der Honschaften Walbrecken und Garschagen ab. Mit dem Übergang an Preußen nach der französischen Besetzung 1813 wurde das Areal der Gemeinde Lüttringhausen im Kreis Lennep zugeordnet. 1929 wurde es zusammen mit Beyenburg in der neu gegründeten Stadt Wuppertal eingemeindet.